# Escola modista
L'escola modista, també anomenada dels modistae o de gramàtica especulativa, és un grup de pensadors sobre el llenguatge del segle xiii.

## Pensament
L'escola modista rep el seu nom perquè afirmen, influenciats per Aristòtil i Joan Duns Escot, que la realitat es divideix en diversos modes: el modus essendi, que es refereix a les coses tal qual són, a la seva essència; el modus intelligendi, que expressa les maneres com l'ésser humà pot accedir a les diferents realitats i el modus significandi o dicendi, com aquestes diferents vies de ser es transmeten mitjançant el llenguatge.
Les diferents maneres de presentar-se la realitat, alhora ontològiques i epistèmiques, tenen la seva correlació gramatical, en les diferents categories o classes de paraules: el nom al·ludeix a les substàncies, el verb al seu canvi, l'adjectiu a les seves propietats... Es parteix, doncs, d'una gramàtica interna universal que copsa la realitat de diferents maneres i que després es tradueix en llengües concretes, en estructures determinades que segueixen uns mateixos patrons.
Dins del problema dels universals, els modistes se situen amb els realistes: si la realitat es pot copsar i si el llenguatge serveix per expressar-la i segons com s'usi la llengua, s'està al·ludint a diferents maneres de ser, no té sentit afirmar que hi ha paraules que no corresponen a realitats, com fan els defensors del nominalisme, sinó que els termes abstractes estan en justa correlació amb entitats metafísiques no concretes.

## Membres
- Martí de Dàcia
- Boeci de Dàcia
- Raül el Bretó
- Siger de Courtrai
- Tomàs d'Erfurt